# Patalene oemearia
Patalene oemearia är en fjärilsart som beskrevs av Walker 1860. Patalene oemearia ingår i släktet Patalene och familjen mätare. Inga underarter finns listade i Catalogue of Life.